# Subterranean Disposition
Subterranean Disposition (englisch Unterirdische Disposition) ist eine 2007 in Melbourne gegründete progressive Melodic-Death-Doom-Band.

## Geschichte
Terry Vainoras, der unter anderem mit Cryptal Darkness und The Eternal Bekanntheit erlangte, war ab dem Jahr 2005 an einem Insomnius Dei genannten Studioprojekt von Mark Kelson von The Eternal beteiligt. Kelson schrieb und spielte einen Großteil der Musik ein. Vainoras, schrieb und sang die Texte und spielte die Bassspuren ein. Das über Album wurde 2007 unter dem Titel Illusions of Silence über Firebox Records veröffentlicht. Die Erfahrung animierte Vainoras weitere Stücke für eine Nachfolge zu schreiben, an der Kelson allerdings kein Interesse zeigte. Entsprechend überführte Vainoras die eigene Arbeit in ein eigenes Subterranean Disposition benanntes Projekt.
In den folgenden Monaten und Jahren schrieb Vainoras die Musik für sein Debüt. Aus Faszination für die Musik von Bohren & der Club of Gore lud er D’arcy Molan als Gast-Saxophonist ein. Die Heaven-the-Axe-Sängerin Phoebe Pinnock trat als Gastsängerin in Erscheinung. Die Aufnahmen fanden im Verlauf des Jahres 2010 statt. Im Frühjahr 2011 wurden alle Aufnahmen von Vainoras gemastert. Nach einer längeren Suche nach einem optionalen Label wurde das so entstandene selbstbetitelte Debüt am 27. Oktober 2012 über Hypnotic Dirge Records veröffentlicht. Trotz einiger Kritikpunkte sei Subterranean Disposition eine „solide Leistung, die Handwerksvermögen und Liebe zum Detail“ beweise schrieb Mike Liassides für Doom-Metal.com und Resümierte, dass das Album „zumindest ein Anhören wert“ sei. An anderer Stelle fiel das Lob deutlich überschwänglicher aus. Das Debüt sei „auf jeder Ebene atemberaubend“ und eine „überwältigende Leistung, die man gar nicht genug empfehlen“ könne.
Zur Veröffentlichung des Debüts stellte Vainoras eine Live-Besetzung zusammen und kündigte die Fertigstellung eines Folgealbums für das Jahr 2013 an. Allerdings heiratete er im gleichen Jahr und wurde Vater. Die Morbus-Crohn-Erkrankung seiner Frau und Aspekte seines familiären Lebens standen prioritär, womit es für ihn an Relevanz verlor Zeit in ein zweites Studioalbum zu investierten. Mitunter arrangierte Vainoras Spendenaktionen und -konzerte um die medizinische Versorgung zu finanzieren. Zeitgleich lernte er Saxophon nachdem Molan ihm einige Fragen zum Spiel beantwortet hatte und ein Anfänger-Saxophon schenkte. Insbesondere die gelegentlichen Auftritte der Band wurden somit vereinfacht, da Vainoras nicht darauf angewiesen war zu jeder Show einen Saxophonisten zu buchen. Auch das Gefüge der Kooperationspartner erweiterte sich langsam. Dan Nahum brachte sich als Live- und Studio-Schlagzeuger ein und die aus dem Iran stammende Interpretin iranischer Musik Gelareh Pour ergänzte die Aufnahmen auf Anfrage mit Gesang und folkloristischen Instrumenten. Aufnahme, Abmischung und Mastering des Albums Contagiuum and the Landscapes of Failure fand, mit Ausnahme einiger im Kelsonic Studio aufgenommenen Gitarrenspuren, innerhalb eines Jahres von Dezember 2014 bis Dezember 2015 im Toyland Recording Studio in Melbourne statt. Die Resonanz auf das am 13. Juni 2016 über Hyponic Dirge Records und BadMoodMan Music veröffentlichte Album war anhaltend positiv. Jon Rosenthal von Invisible Oranges ging davon aus, dass die Veröffentlichung Subterranean Disposition „in den Pantheon der großartigen melancholischen australischen Doom-Metal-Bands“ neben „Mournful Congregation, Murkrat, The Slow Death und Virgin Black“ befördern könne. Auch Mike Liassides von Doom-Metal.com sah das Album als Steigerung der Qualität der Band und eines der besten Veröffentlichungen des Jahres.
Der Veröffentlichung folgend arbeitete Vainoras an weiterer Musik. Im Jahr 2018 entschloss er sich der gelegentlich auftretenden Formation durch eine konstante Band eine stabilere Basis zu geben. Justin Min trat der Band als Bassist bei, Bage Os als Schlagzeuger John Stirling als Gitarrist und Catherine Guirguis als Keyboarderin und Sängerin. Die Band lud zu einer Reihe Konzerte Gastmusiker hinzu und nahm ab Dezember 2021 Individuation das dritte Studioalbum auf. Das Schlagzeug wurde in der Wattle Park Uniting Church im Dezember 2021 aufgenommen. Die restlichen Instrumentenaufnahmen entstanden im Toyland Recording Studio. Die Gitarrenspuren im August 2022, Gesang und Saxophon von Oktober bis Dezember 2022 und der Bass im Dezember 2022. Abmischung und Mastering setzte Vainoras erneut selbst um. Individuation wurde am 24. Juni 2023 über Hypnotic Dirge Records veröffentlicht. Die Resonanz auf das dritte Album von Subterranean Disposition blieb positiv. Dem Album mangele über die anhaltende Vermengung von Stilideen zwar an einem kontinuierlichen Fluss, dennoch erweise sich Individuation als „gute Ergänzung“ der aktuellen Genre-Veröffentlichungen und die Band Subterranean Disposition beweise „einmal mehr, dass sie mehr als fähig ist, mit ihrer unheimlich düsteren, erdrückenden Klanglandschaften die dunkelsten Seelen anzusprechen.“

## Stil
Subterranean Disposition spielt einen Crossover aus Melodic Death Doom und Progressive Metal, der musikalische Elemente aus Black Metal, Dark Jazz, Weltmusik und Folklore einbindet. Als Relation wird auf unterschiedliche Bands verwiesen. So fasste Mike Liassides zusammen, dass man „eine ganze Reihe von Bandnamen aufzählen“ könnte, derweil alle nur „einen Teil des Bildes von etwas wiedergeben [würden], das ganz und gar sein eigenes Wesen ist“. Entsprechend vielfältig sind die Bandnamen die als Vergleichsgröße in Rezensionen bemüht werden. „[V]on Rush bis Inborn Suffering, von Ministry bis The Slow Death“. Weitere Rezensenten benannten mal Anathema, Mournful Congregation, Murkrat und Virgin Black, mal Tool und Pink Floyd. In einer frühen Rezension verwies Liassides selbst auf Cult of Luna.
Der Anteil des Progressive Rock läge derweil in der Herangehensweise, die eher jener von Van der Graaf Generator als Yes entspreche. „Das Dissonante, Unerwartete und Ungewöhnliche koexistiert wunderbar mit dem eher prosaischen und vertrauten Kern des Death Doom. Eine geschickte Steuerung“ sorge dafür, dass die Musik „trotz der Vielfalt der in den Vordergrund gerückten Elemente Tempo und Bedeutung beibehält, ohne dass einzelne Momente von beidem ablenken oder zu lange auf sich warten lassen.“ Der experimentelle Melodic Death Doom stellt das Gitarrenspiel in den Mittelpunkt der Kompositionen. Dies wird ebenso als „hypnotisch“ mit Anlehnungen an den Post-Rock, wie als „sanft“ und „spinnenartig“ umschrieben.
Der Gesang wird überwiegend als Growling präsentiert, variiert jedoch ebenso zu Klargesang, Sprechpassagen und Screaming. Hinzukommend werden stimmverfremdende Effekte genutzt. Keyboard, Saxophon und der Gastgesang unterschiedlicher Sängerinnen, werden als Nuancierungen eingebracht.

## Diskografie
- 2012: Subterranean Disposition (Album, Hypnotic Dirge Records)
- 2016: Contagiuum and the Landscapes of Failure (Album, BadMoodMan Music/Hypnotic Dirge Records)
- 2023: Individuation (Album, Hypnotic Dirge Records)